# NGC 2498
NGC 2498 è una galassia a spirale barrata situata nella costellazione dei Gemelli, a una distanza di circa 237 milioni di anni luce dalla nostra Via Lattea.

## Scoperta
La galassia è stata scoperta il 19 gennaio 1885 dall'astronomo francese Édouard Stephan.

## Descrizione
NGC 2498 ha una classe di luminosità I e presenta una larga riga a 21 cm dell'idrogeno neutro.

## Gruppo di NGC 2487
NGC 2498 fa parte di un gruppo di galassie che comprende almeno 4 membri, il Gruppo di NGC 2487. Oltre a NGC 2498 e NGC 2487, le altre due galassie del gruppo sono NGC 2486 e UGC 4099.